# 13e corps d'armée SS
Pour les articles homonymes, voir 13e corps d'armée.
Le 13e Corps d’armée SS ou "XIII. SS-Armeekorps" est un corps d'armée de la Waffen SS, actif pendant la Seconde Guerre mondiale.

## Historique
Le XIIIe SS-Armeekorps a été formé en août 1944 à Breslau, avant d'être transféré en Lorraine en septembre. Le XIIIe corps comprenait alors la 462e Volksgrenadier division, manquant d'armements lourds, renforcée par les 1800 aspirants de la Fahnenjunkerschule VI, les 1500 hommes de la Nachrichtenschule der Waffen-SS Metz, les 2000 hommes de l'école des sous-officiers « chefs de groupe » de l’école de Wiesbaden et diverses unités repliées sur Metz, dont la 17e Panzer grenadier division SS Götz von Berlichingen. Après de durs combats, le XIIIe Armeekorps se replia en Allemagne. Le XIIIe Corps SS est resté sur le front occidental jusqu'à la fin de la guerre en Europe.

## Commandants successifs
- SS-Obergruppenführer Hermann Priess (7 août 1944 - 20 octobre 1944)
- SS-Gruppenführer Max Simon (20 octobre 1944 - 8 mai 1945)

## Chefs d'état-major
- Oberst Kurt von Einem (7 août 1944)[3]
- SS-Obersturmbannführer Ekkehard Albert (13 janvier 1945)

## Ordre de bataille
- SS-Korps-Nachrichten-Abteilung 113
- SS-Korps-Artillerie-Abteilung 113
- SS-Kraftfahrkompanie 113
- SS-Feldgendarmerie-Truppe 113
- SS-Kampgruppe Trümmler

## Théâtres d'opérations
- Lorraine (août 1944 - novembre 1944)
- Allemagne (décembre 1944 - mai 1945)

## Crimes de guerre
Les membres d'une cour martiale, mise en place par ce corps d'armée, ont été jugés pour avoir exécuté un déserteur de la Volksturm, un civil ayant désarmé quatre Hitlerjugend, ainsi que l'Ortsgruppenleiter de Brettheim qui avait refusé de cautionner la peine capitale précédente. 

## Sources
- Tessin, Georg : Verbände und Truppen der deutschen Wehrmacht und Waffen-SS im Zweiten Weltkrieg 1939—1945 (Volume IV), Biblio Verlag, Osnabrück, 1976.
- Erich Spiwoks, Hans Stober: Endkampf zwischen Mosel und Inn: XIII. SS-Armeekorps, Munin-Verlag, Osnabruck, 1976.